# Synaptus
Synaptus är ett släkte av skalbaggar som beskrevs av Johann Friedrich von Eschscholtz 1829. Synaptus ingår i familjen knäppare.
Släktet innehåller bara arten Synaptus filiformis.

## Bildgalleri

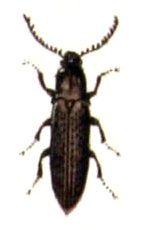